# Thomas Reid MacDonald
Thomas Reid MacDonald (Montréal, 28 giugno 1908 – Parigi, 15 ottobre 1978) è stato un pittore canadese.
La sua formazione artistica avvenne a Montréal, ove negli anni trenta espose le sue prime opere in alcune importanti esposizioni collettive annuali.
Arruolatosi nel 1941, durante il corso della seconda guerra mondiale fu nominato "artista di guerra ufficiale": in tale veste fu aggregato alla 1ª Canadian Infantry Division, operante sul fronte italiano agli ordini della 8ª Armata britannica.
Nel dopoguerra venne nominato direttore della Art Gallery di Hamilton, incarico che ricoprì per oltre 25 anni affiancandolo alla sua attività di pittore.
Le sue opere sono esposte presso i più importanti musei d'arte canadesi, tra cui National Gallery of Canada, Montreal Museum of Fine Arts e Canadian War Museum.